# Coua delalandei
Coua delalandei е изчезнал вид птица от семейство Cuculidae.

## Разпространение
Видът е разпространен в Мадагаскар.